# Theodor Wilhelm Engelmann

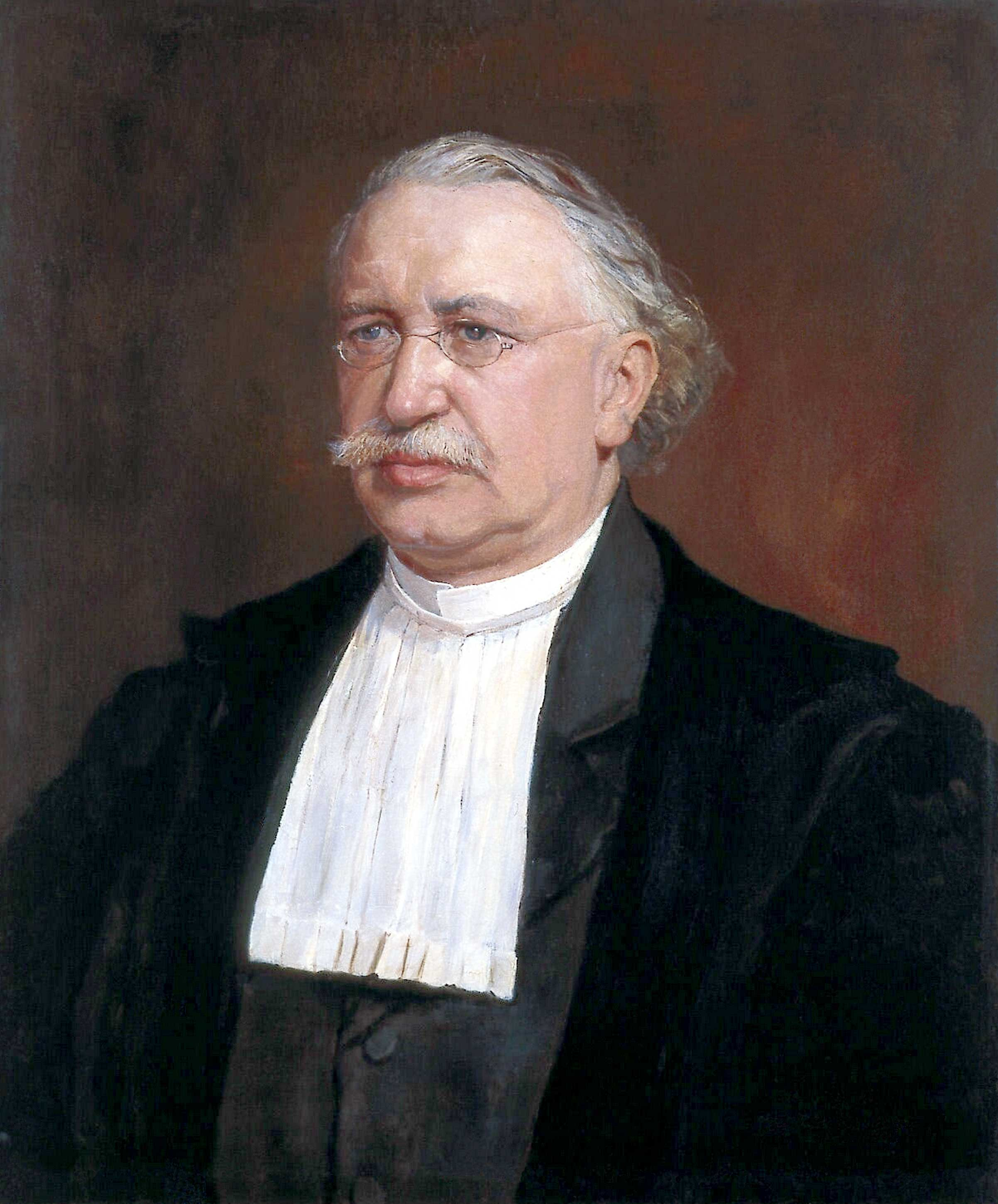
Theodor Wilhelm Engelmann

Theodor Wilhelm Engelmann (* 14. November 1843 in Leipzig; † 20. Mai 1909 in Lankwitz bei Berlin) war ein deutscher Physiologe, Biologe und Zoologe.

## Leben
Theodor Wilhelm war das zweite von fünf Kindern des Verlagsbuchhändlers Wilhelm Engelmann und dessen Frau Christiane Therese Hasse (* 14. April 1820 in Leipzig; † 10. Januar 1907 ebenda). Sein älterer Bruder war Rudolf Engelmann. Theodor Wilhelm wuchs in gesicherten Verhältnissen auf. Bereits in frühester Jugend kam er durch den Gesellschaftsverkehr seines Vaters mit verschiedenen Wissenschaftlern in Kontakt. Besonders sein Onkel, der Zoologe Julius Victor Carus, und der Prager Infusienforscher Friedrich von Stein regten den Jungen an, sich mit naturwissenschaftlichen Beobachtungen zu beschäftigen. Seine Eltern ermöglichten ihm zudem eine musikalische Ausbildung. So hatte er während seiner Zeit an der Thomasschule zu Leipzig Klavier- und Cellounterricht. Als begeisterter Naturforscher und Sammler von „allem was da kreucht und fleucht“ hatte Engelmann bereits im Alter von sechzehn Jahren seine erste wissenschaftliche Abhandlung in der Zeitschrift für wissenschaftliche Zoologie veröffentlicht. Die zwölf Seiten umfassende Arbeit beschäftigte sich mit dem Thema Ueber Fortpflanzung von Epistylis crassicollis, Carchesium polypinum und über Cysten auf den Stöcken des letzteren Thieres. Nachdem er dort am 17. September 1861 seine Hochschulreife erlangte, immatrikulierte er sich am 5. November 1861 an der Universität Jena, wo er die Vorlesungen von Karl Snell über Physik, von Matthias Jacob Schleiden zur Botanik, von Albert von Bezold über Physiologie und Elektrizität, von Karl Gotthelf Lehmann zur Chemie, von Carl Gegenbaur über Anatomie und von Ernst Haeckel zur Zoologie besuchte. Am 28. April 1863 setzte er seine Studien an der Universität Leipzig fort, wo Moritz Wilhelm Drobisch, Georg Heinrich Mettenius, Otto Bernhard Kühn (1800–1863), Carl Friedrich Naumann, Wilhelm Gottlieb Hankel, Otto Linné Erdmann, Ernst Heinrich Weber, Eduard Friedrich Weber und Heinrich von Treitschke seine prägenden Ausbilder wurden.
Am 28. April 1864 immatrikulierte sich Engelmann an der Universität Heidelberg. Hier wurden Robert Wilhelm Bunsen, sein Onkel Karl Ewald Hasse, Wilhelm Hofmeister, Georg Gottfried Gervinus und Hermann von Helmholtz prägend für den Studenten. Nachdem er 1865 seine Studien auch an der Universität Göttingen bei Jakob Henle und Wilhelm Krause fortgesetzt hatte, kehrte er am 24. April 1866 wieder nach Leipzig zurück. In Leipzig machte er sich bei Christian Georg Theodor Ruete mit Augenheilkunde vertraut, arbeite unter Carl Siegmund Franz Credé an der Leipziger Geburtsklinik und an der Leipziger Universitätsklinik bei Carl Reinhold August Wunderlich. Nachdem er am 5. Dezember 1866 seine Studien abgeschlossen hatte, promovierte Engelmann am 3. Januar 1867 mit der Arbeit Über die Hornhaut des Auges zum Doktor der Medizin. Einen Tag später reiste er nach Utrecht, wo er eine Assistenzstelle bei Franciscus Cornelis Donders in Utrecht erhalten hatte. In Utrecht publizierte er eine Vielzahl von wissenschaftlichen Arbeiten und trat mit Donders auch in private Beziehung, als er am 15. Juni 1869 in Utrecht sich mit dessen Tochter Maria Anna Theresia Donders verheiratete. Das Familienglück währte jedoch nicht lange. Nachdem dem Ehepaar die Zwillinge Franz Wilhelm Albert Engelmann und Ernestine Therese Maria Paula Engelmann geboren wurden, starb seine Frau im Wochenbett.
Am 30. Dezember 1870 wurde er zum außerordentlicher Professor der Medizin an der Universität Utrecht berufen, welches Amt er am 20. März 1871 mit der Rede Een blik op de ontwikkeling der leer van den bouw en het leven der organismen antrat. Das Haus der Engelmanns – Lucasbolwerk 16 – entwickelte sich zu einem Kammermusikalischen Zentrum der Niederlande. Regelmäßig wurden dort Konzerte gegeben, welche bis zu 200 Menschen besuchten. Künstler wie Clara Schumann, Anton Grigorjewitsch Rubinstein, Elisabeth und Heinrich von Herzogenberg, Hans von Bülow, Nina und Edvard Grieg, Joseph Joachim, Ethel Smyth und Johannes Brahms verkehrten dort freundschaftlich. 1876 widmete Brahms sein drittes Streichquartett B-Dur op. 67 dem Utrechter Physiologen. In einem Brief an ihn aus Saßnitz (Rügen) schrieb der Komponist: „Dieses 4tett nun sieht etwas Ihrer Frau ähnlich — sehr niedlich — aber genial!“. Der feinsinnige Engelmann fand in der Musik einen probaten Ausgleich zu seiner wissenschaftlichen Arbeit.
Anfänglich forschte Engelmann über Infusionstierchen und Flimmerbewegung, studierte dann die Bewegungserscheinungen am Harnleiter und gelangte dabei zu Untersuchungen über die allgemeine Physiologie der Muskeln und Nerven. Lange Zeit beschäftigte ihn die Erforschung der mikroskopischen Vorgänge bei der Muskelkontraktion, wobei er die ursächlichen Beziehungen zwischen den isotropen und anisotropen Banden der quergestreiften Muskulatur bei der Muskelkontraktion erschloss. Im engsten Zusammenhang mit diesen Forschungen stehen Untersuchungen über die anatomischen Beziehungen zwischen Nerv und Muskelfaser bei verschiedenen Tiergattungen, über die Anatomie und Physiologie der Flimmerzellen, über die elektrischen Erscheinungen der Nerven und Muskeln und über die Entwicklung der pseudoelektrischen Organe, über Degeneration und feineren Bau der Nervenfasern. Engelmann arbeitete auch über die Anatomie und Physiologie des Protoplasmas sowie über die Bedeutung der Sauerstoffatmung für dasselbe, über die Reizung von Amoeba und Arcella, über die Drüsen der Froschhaut, über die Geschmacksorgane, die Wirkung des Lichtes auf die Zapfen der Netzhaut und auf die Färbung von Pflanzen.
Als einer der ersten unternahm er die Erforschung psychophysiologischer Vorgänge an den niedersten Tieren; er gab wichtige Aufschlüsse über Lichtwirkungen auf Bakterien, besonders über Purpurbakterien. Seine Methode zum mikroskopischen Nachweis von Sauerstoff erhellte wesentlich die ursächlichen Beziehungen zwischen Licht und Pflanzenleben und legte den Grund zu der Lehre von der Photosynthese. Weitere Arbeiten über den Ursprung der Herzbewegungen und die Rolle der Herznerven führten zu einer völligen Umgestaltung der auf diesem Gebiet bisher herrschenden Lehren. Zudem hatte er einige Apparate für das Labor entwickelt. So sollen hier das Schleuder-Kymographion, das Polychronom, der Suspensionshebel, die Flimmermühle und das Mikrospektrophotometer genannt sein. Nach ihm wurden das Engelmann-Syndrom sowie der zum Nachweis der Grünlücke benutzte Engelmannsche Bakterienversuch benannt.
Am 15. September 1877 wurde er Professor für allgemeine Physiologie, der vergleichenden Biologie, der Histologie, der experimentellen Pharmakodynamik und der Toxologie in Utrecht. In seiner Eigenschaft als Utrechter Hochschullehrer beteiligte er sich auch an den organisatorischen Aufgaben der Hochschule und war 1877 Rektor der Alma Mater. Am 21. Juni 1888 erhielt er den Lehrstuhl für Physiologie seines Schwiegervaters. Nachdem man ihn 1879 an der Universität Freiburg, 1884 an der Universität Zürich und 1888 an der Universität Jena Professuren angeboten hatte, entschied er sich 1897, die Professur für Physiologie an der Friedrich-Wilhelms-Universität in Berlin anzunehmen. Hier wurde er als Nachfolger von Emil Heinrich Du Bois-Reymond Leiter des Physiologischen Instituts und war 1901/02 Dekan der Medizinischen Fakultät an der Universität Berlin. Zeitweise weilte Engelmann auch bei Iwan Petrowitsch Pawlow zu Forschungszwecken St. Petersburg.

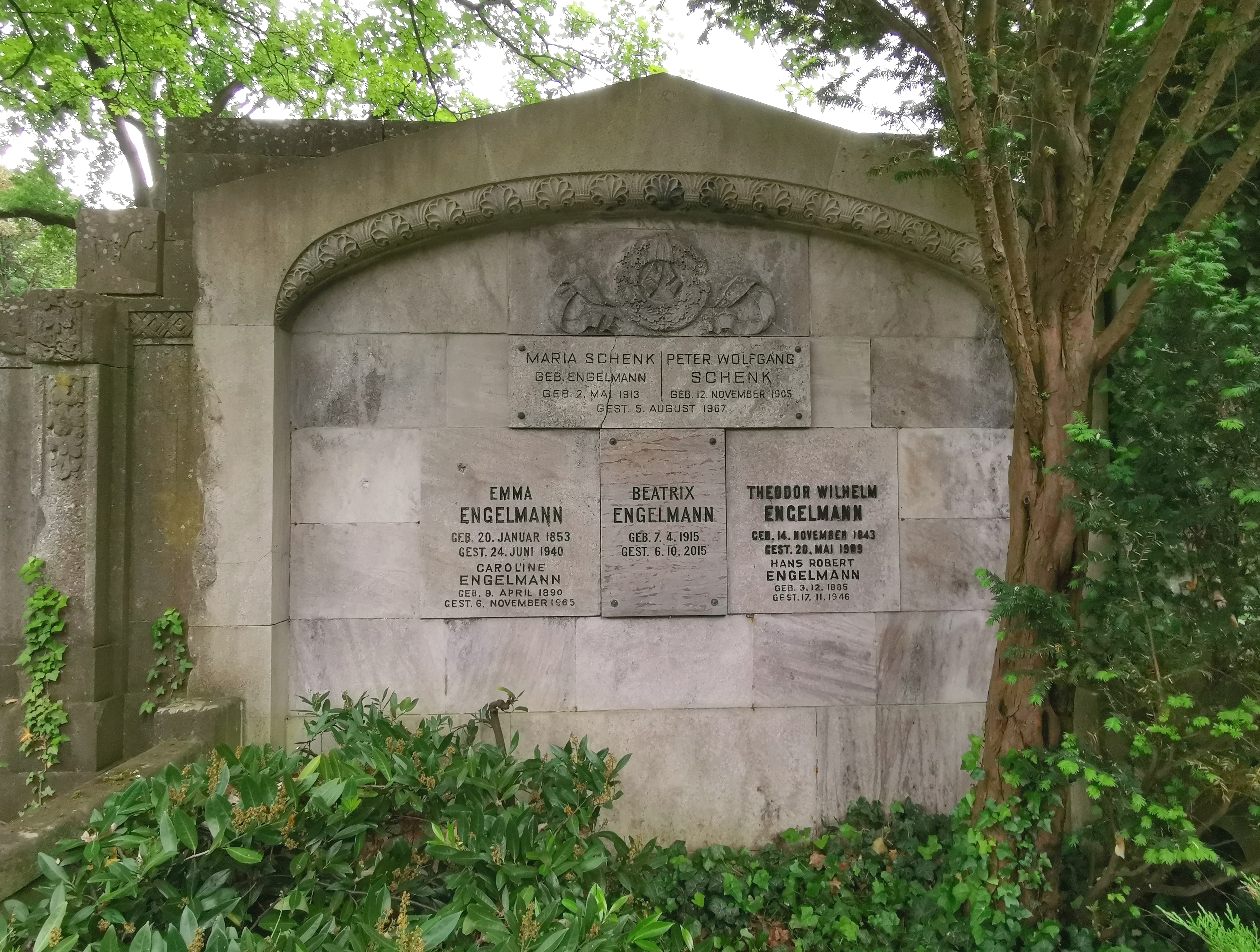
Familiengrabstätte Engelmann

Im Sommer 1908 musste er aus gesundheitlichen Gründen seine Professur niederlegen und wurde emeritiert. An den Folgen einer Diabetes leidend, verstarb er schließlich im Mai 1909 im Alter von 65 Jahren in Lankwitz bei Berlin. Sein Grabmal befindet sich auf dem Kaiser-Wilhelm-Gedächtnis-Friedhof in Berlin-Westend (Feld Südmauer). Teile des Muschelkalk-Wandgrabs im romanisierenden Stil mit Blendbogennische sind verloren gegangen.

## Familie
Engelmann heiratete am 31. März 1874 die Pianistin Emma Wilhelmina Franziska Vick (Künstlername Emma Brandes; * 18. Januar 1853 in Neubukow; † 14. Juni 1940 Berlin-Spandau). Aus der Ehe stammen die Kinder:
- Elisabeth Ida Sophia Engelmann (* 30. Januar 1875 in Utrecht; † 1. Oktober 1901 in Utrecht); verh. 28. Mai 1896 in Utrecht mit Hendrik Paulus van Heijst (* um 1866 in Barneveld; † 2. August 1924 in Utrecht);
- Anna Louisa Engelmann (* 21. April 1876 in Utrecht; † 1924); verh. 26. August 1897 in Utrecht mit Albert Narath,
- Wilhelm Andreas Engelmann (* 10. Januar 1878 in Utrecht; † 1955), und
- Hans Robert Engelmann (* 3. Dezember 1885 in Neubukow; † 1946).

## Ehrungen
Engelmann hatte viele Ehrungen erhalten. So wurde er am 9. August 1894 Ehrendoktor der Universität Oxford, 1895 erhielt er die Croonian Lecture, im August 1888 wurde er Ritter des Ordens vom niederländischen Löwen, war Träger des königlicher Kronenordens zweiter Klasse, erhielt 1903 den Roten Adlerorden 3. Klasse und 1909 den Roten Adlerorden 2. Klasse mit Eichenlaub. 1899 erhielt er den Titel eines Geheimen Medizinalrates und in seiner Geburtsstadt benannte man in dem Stadtteil Sellerhausen eine Straße mit seinem Namen. Am 12. Mai 1870 wurde Engelmann auswärtiges sowie am 25. September 1897 ordentliches Mitglied der königlich niederländischen Akademie der Wissenschaften, er war ab Dezember 1893 Mitglied der königlichen Akademie der Wissenschaften und schönen Künste von Belgien, am 19. Mai 1874 wurde er Mitglied der holländischen Gesellschaft der Wissenschaften in Haarlem, 1870 wurde er Mitglied der provinziellen Utrechtschen Gesellschaft der Künste und Wissenschaften, 1888 korrespondierendes Mitglied der Bataafschen Gesellschaft für experimentelle Philosophie in Rotterdam, 1886 Honorar Mitglied der Société de biologie in Paris, 1889 Mitglied der Deutschen Akademie der Naturforscher Leopoldina, 1895 korrespondierendes Mitglied am Institut de France in Paris, 1895 korrespondierendes Mitglied der Kaiserlich Königlichen Akademie der Wissenschaften in Wien, 1884 korrespondierendes Mitglied der Akademie der Wissenschaften zu Göttingen und am 14. Februar 1898 Mitglied der Königlich-Preußischen Akademie der Wissenschaften zu Berlin. Zudem soll er auch Mitglied der finnischen Akademie der Wissenschaften und der Accademia Nazionale dei Lincei gewesen sein, was anhand der derzeitigen Forschungen jedoch als zweifelhaft erscheint.

## Schriften und Werke
- Ueber Fortpflanzung von Epistylis crassicollis, Carchesium polypinum und über Cysten auf den Stöcken des letzteren Thieres. In: Zeitschrift für wissenschaftliche Zoologie. 1859, 10. Jg.,  S. 278–280
- Zur Naturgeschichte der Infusionsthiere. Leipzig, Engelmann, 1862; auch In: Zeitschrift für wissenschaftliche Zoologie. 1861, Jg. 11, S. 347–393 und Annals of Natural History. 1862, 10. Jg., S. 240–261
- Ueber die Vielzelligkeit von Noctiluca. In: Zeitschrift für wissenschaftliche Zoologie. 1862, 12. Jg., S. 564–566
- Untersuchungen über den Zusammenhang zwischen Nerv und Muskelfaser. Leipzig, Engelmann, 1863
- Ueber die Endigungen der motorischen Nerven in den quergestreiften Muskeln der Wirbelthiere. In: Centralblatt für die medicinischen Wissenschaften. 1863, 1. Jg., S. 289–291
- Ueber die Endigungsweise der sensiblen Nervenfasern. In: Zeitschrift für wissenschaftliche Zoologie. 1863, 13. Jg., S. 474–480
- Ueber Endigung motorischer Nerven. In: Jenaische Zeitschrift für Medicin und Naturwissenschaft. 1864, 1. Jg., S. 322–324
- Über den Einfluß electrischer Inductionsströme auf die Erregbarkeit von Nerv und Muskel. In: Neue Würzburger Zeitung. 10. Mai 1866 und Verhandlungen der physikalisch  medicinischen Gesellschaft Würzburg. Mai 1865;  (mit Albert von Betzold)
- Über die Hornhaut des Auges. Leipzig, Engelmann, 1867, (Online)
- Ueber Fortpflanzung von Epistylis cranicollis Carchesium polypinum und über Cysten auf den Stöcken des letzteren Tieres. In: Zeitschrift für wissenschaftliche Zoologie. 1859, 10. Jg., 278–280
- Zur Naturgeschichte der Infusionsthiere. Verlag Engelmann, Leipzig, 1862; In: Zeitschrift für wissenschaftliche Zoologie. 1861, 11. Jg., S. 347–393; In: Annals of Natural History. 1862, 10. Jg., S. 240–261
- Ueber die Vielzelligkeit von Noctiluca. In: Zeitschrift für wissenschaftliche Zoologie. 1862, 12. Jg., S. 564–566
- Over schijnbeweging bij nabeelden. In: Onderzoekingen gedaan in het Physiologisch Laboratorium der Utrechtsche Hoogeschool. 1867-1868, 2. Serie, Teil 1, S. 30–32, deutsch: Ueber Scheinbewegungen in Nachbildern. In: Jenaische Zeitschrift für Medicin und Naturwissenschaft. 1867, 3. Jg., S. 443–444; In: Nederlandsch Archief voor Genees- en Natuurkunde. 1868, 3. Jg., S. 114–116
- Over de trilbeweging. In: Onderzoekingen gedaan in het Physiologisch Laboratorium der Utrechtsche Hoogeschool. 1867-1868, 2. Serie, Teil 1, S. 139–192, 2. Serie, Teil 2, S. 1–91, 220–284; In:  Nederlandsch Archief voor Genees- en Natuurkunde. 1868, 3. Jg., S. 304–356; In: Journal of Anatomy. 1869, 3. Jg., S. 420–435
- Over de uiteinde der smaakzenuwen in de tong van den kikvorsch. In: Onderzoekingen gedaan in het Physiologisch Laboratorium der Utrechtsche Hoogeschool. 1867-1868, 2. Serie, Teil 1, S. 193–219, In: Nederlandsch Archief voor Genees- en Natuurkunde. 1868, 3. Jg., S. 387–413, In: Zeitschrift für wissenschaftliche Zoologie. 1868, 18. Jg., S. 142–160, deutsch übersetzt: Ueber die Endigungsweise der Geschmacksnerven des Frosches: Vorläufige Mittheilung. In: Zeitschrift für wissenschaftliche Zoologie. 1867, 18. Jg., S. 142–160
- Over de plaats van prikkeling in de spiervezel, bij sluiting en opening van eenen constanten galvanischen stroom. In: Onderzoekingen gedaan in het Physiologisch Laboratorium der Utrechtsche Hoogeschool. 1867-1868, 2. Serie, Teil 1, S. 267–270; deutsch: Ueber den Ort der Reizung in der Muskelfaser bei Schliessung und Oeffnung eines constanten electrischen Stromes. In: Jenaische Zeitschrift für Medicin und Naturwissenschaft. 1867, 3. Jg., S. 445–447; In: Nederlandsch Archief voor Genees- en Natuurkunde. 1868, 3. Jg., S. 493–496
- Methode tot het voorkomen van unipolaire stroomen, bij prikkeling der zenuwen. In: Onderzoekingen gedaan in het Physiologisch Laboratorium der Utrechtsche Hoogeschool. 1867-1868, 2. Reihe, Teil 1, S. 277–279; In: Nederlandsch Archief voor Genees- en Natuurkunde. 1868, 3. Jg., S. 503–506 (mit T. Place)
- Over warmte-metingen met Schultze's voorwerptafel. In: Onderzoekingen gedaan in het Physiologisch Laboratorium der Utrechtsche Hoogeschool. 1867-1868, 2. Serie, 1. Teil, S. 280–286, In: Nederlandsch Archief voor Genees- en Natuurkunde. 1868, 3. Jg., S. 506–513
- Bijdrage tot de kennis der zenuw-eindiging in de spier. In: Onderzoekingen gedaan in het Physiologisch Laboratorium der Utrechtsche Hoogeschool. 1868–69, 2. Serie, Teil 2, S. 121–127
- Over de prikkeling der spiervezel door den constanten stroom. In: Onderzoekingen gedaan in het Physiologisch Laboratorium der Utrechtsche Hoogeschool. 1868–69, 2. Serie, Teil 2, S. 128–145, deutsch:  Ueber Reizung der Muskelfaser durch constanten Strom. In: Jenaische Zeitschrift für Medicin und Naturwissenschaft. 1868, 4. Jg., S. 295–306
- Over electrische stroomen in het trilhaar-epithelium. In: Onderzoekingen gedaan in het Physiologisch Laboratorium der Utrechtsche Hoogeschool. 1868–69, 2. Serie, Teil 2, S. 285–288
- Over periodieke gasontwikkeling in het protoplasma van levende Arcellae. In: Onderzoekingen gedaan in het Physiologisch Laboratorium der Utrechtsche Hoogeschool. 1868–69, 2. Serie, Teil 2, S. 423–429
- Over electrische prikkeling van Amoeba en Arcella. In: Onderzoekingen gedaan in het Physiologisch Laboratorium der Utrechtsche Hoogeschool. 1868–69, 2. Serie, Teil 2: 430-443; französisch: Sur l'irritation électrique des Amibes et des Arcelles (Amoeba et Arcellae). In: Archives néerlandaises des sciences exactes et naturelles. 1869, 4. Jg., S. 424–442; In: Nederlandsch Archief voor Genees- en Natuurkunde. 1869, 4. Jg., S. 501–508; ebenda 1870, 5. Jg., S. 29–42
- Zur Lehre von der Nervenendigung im Muskel. In: Jenaische Zeitschrift für Medicin und Naturwissenschaft. 1868, 4. Jg., S. 307–311
- Ueber Wärmemessungen am Microscop. In: Archiv für Mikroskopische Anatomie. 1868, 4. Jg., S. 334–341
- Bouw en beweging der ureteren: Erste uitkomsten. In: Processen-Verbaal van de gewone Vergaderingen der Koninklijke Akademie van Wetenschappen: Afdeeling Natuurkunde. 1868–69, no. 6, S. 4–5 (mit Mari J. Bouvin), französisch: Sur le mouvement péristaltique de l'uretère. In: Archives néerlandaises des sciences exactes et naturelles. 1869, 4. Jg., S. 399–423; In: Nederlandsch Archief voor Genees- en Natuurkunde. 1870, 5. Jg., S. 1–28; deutsch: Zur Physiologie des Ureter. In: Archiv für die gesammte Physiologie des Menschen und der Thiere. 1869, 2. Jg., S. 243–293
- Über die Flimmerbewegung. Engelmann, Leipzig, 1868 (Online); In: Zeitschrift für Medicin und Naturwissenschaft. 1868, 4. Jg., S. 321–479, niederländisch: Over de trilbeweging. In: Nederlandsch Archief voor Genees- en Natuurkunde. 1869, 4. Jg., S. 26–116, 275–344
- Over de vorwaarden en oorzaken der spontane bewegingen van den ureter. In: Onderzoekingen gedaan in het Physiologisch Laboratorium der Utrechtsche Hoogeschool. 1869-1870, 2. Serie, Teil 3, S. 1–19
- Bijdraagen tot de algemeene physiologie van spieren en zenuwen. In: Onderzoekingen gedaan in het Physiologisch Laboratorium der Utrechtsche Hoogeschool. 1869-1870, 2. Serie, Teil 3, S. 155–263, 374–388; In: Nederlandsch Archief voor Genees- en Natuurkunde. 1870, 5. Jg., S. 269–377, 429–443; deutsch: Beiträge zur allgemeinen Muskel- und Nervenphysiologie. In: Archiv für die gesammte Physiologie des Menschen und der Thiere. 1870, 3. Jg., S. 247–326, 403–414, 1871, 4. Jg., S. 3–32, 33–49
- Beiträge zur Physiologie des Protoplasma. In: Archiv für die gesammte Physiologie des Menschen und der Thiere. 1869, 2. Jg., S. 307–322
- Zur Lehre von der Nervenendigung im Muskel. In: Nederlandsch Archief voor Genees- en Natuurkunde. 1869, 4. Jg., S. 146–152
- Over prikkeling der spiervezel door den constanten stroomen. In: Nederlandsch Archief voor Genees- en Natuurkunde. 1869, 4. Jg., S. 153–170
- Ueber die electromotorischen Kräfte der Froschhaut, ihren Sitz und ihre Bedeutung für die Secretion: Vorläufige Mittheilung. In: Archiv für die gesammte Physiologie des Menschen und der Thiere. 1871, 4. Jg., S. 321–324, niederländisch: Over de electro-motorische krachten der kikvorschhuid, haren zetel en hare beteekenis voor de secretie: Voorloopige mededeeling. In: Onderzoekingen gedaan in het Physiologisch Laboratorium der Utrechtsche Hoogeschool. 1872, 3. Serie, Teil 1, S. 52–56
- Schwefelsäure- und Phosphorsäure-Ausscheidung bei körperliche Arbeit. In: Archiv für Anatomie, Physiologie und wissenschaftliche Medicin. 1871, S. 14–30
- Ueber das Vorkommen und die Innervation von contractilen Drüsenzellen in der Froschhaut: Vorläufige Mittheilung. In: Archiv für die gesammte Physiologie des Menschen und der Thiere. 1871, 4. Jg., S. 1–2
- Over de peristaltische beweging, in 't bijzonder die van het darmkanaal, naar proeven van den Cand. Med. G. Van Brakel. In: Onderzoekingen gedaan in het Physiologisch Laboratorium der Utrechtsche Hoogeschool. 1872, 3. Serie, Teil 1, S. 27–51
- Over prikkeling van spieren en zenuwen met intermitteerende electrische stroomen. In: Onderzoekingen gedaan in het Physiologisch Laboratorium der Utrechtsche Hoogeschool. 1872, 3. Serie, Teil 1, S. 103–145
- Bewegingsverschijnselen aan zenuwvezelen bij prikkeling met inductie-stroomen. In: Onderzoekingen gedaan in het Physiologisch Laboratorium der Utrechtsche Hoogeschool. 1872, 3. Serie, Teil 1, S. 168–178, deutsch: Bewegungsreizungen an Nervenfasern bei Reizung mit Inductionsschlägen. In: Archiv für die gesammte Physiologie des Menschen und der Thiere. 1872, 5. Jg., S. 31–37
- Bericht omtrent eenige proeven met W. Thomson's quadrant-electrometer. In: Onderzoekingen gedaan in het Physiologisch Laboratorium der Utrechtsche Hoogeschool. 1872, 3. Serie, Teil 1, S. 178–184; deutsch: Bericht über einige mit W. Thomson's Quadrant-Electrometer angestellte Versuche. In: Archiv für die gesammte Physiologie des Menschen und der Thiere. 1872, 5. Jg., S. 204–209
- Eenige proeven tot demonstratie der algemeene wet van electrische prikkeling. In: Onderzoekingen gedaan in het Physiologisch Laboratorium der Utrechtsche Hoogeschool. 1872, 3. Serie, Teil 1, S. 267–271
- Die Hautdrüsen des Frosches: Eine physiologische Studie. In: Archiv für die gesammte Physiologie des Menschen und der Thiere. 1872, 5. Jg., S. 498–537; ebenda 1872, 6. Jg., S. 97–157; niederländisch: De huidklieren van den kikvorsch, eene physiologische studie. In: Onderzoekingen gedaan in het Physiologisch Laboratorium der Utrechtsche Hoogeschool. 1872, 3. Serie, Teil 1, S. 195–245; ebenda 1873, 3. Serie, Teil 2, S. 1–80
- Die Geschmacksorgane. In: S. Stricker: Handbuch der Lehre von den Geweben. Engelmann, Leipzig, 1872, S. 822–838
- Mikroskopische onderzoekingen omtrent den bouw en de beweging der dwargestreepte spierzelfstandigheid. In: Onderzoekingen gedaan in het Physiologisch Laboratorium der Utrechtsche Hoogeschool. 1873, 3. Serie, Teil 2, S. 151–242, deutsch: Microscopische Untersuchungen über die quergestreifte Muskelsubstanz. In: Archiv für die gesammte Physiologie des Menschen und der Thiere. 1873, 7. Jg., S. 33–71, 155–187
- Omtrent den invloed van den aard der membraan op de electrische osmose. In: Onderzoekingen gedaan in het Physiologisch Laboratorium der Utrechtsche Hoogeschool. 1873, 3. Serie, Teil 2, S. 362–379
- Erwiderung auf Herrn Hermann's Bemerkungen zu meinem Aufsatz über die Hautdrüsen des Frosches. In: Archiv für die gesammte Physiologie des Menschen und der Thiere. 1873, 7. Jg., S. 72–76
- Imbibitie als oorzaak van electriciteitsontwikkeling. In: Aanteekening van het Verhandelde in de Sectie-Vergaderingen, Sectie voor Natuur- en Geneeskunde, van het Provinciaal Utrechtsch Genootschap van Kunsten en Wetenschappen. 1874, S. 39–42; In: Onderzoekingen gedaan in het Physiologisch Laboratorium der Utrechtsche Hoogeschool. 1875, 3. Serie, Teil 3, S. 82–94
- Bemerkungen zur Theorie der Sehnen- und Muskelverkürzung. In: Archiv für die gesammte Physiologie des Menschen und der Thiere. 1874, 8. Jg., S. 95–97
- Over de geleiding der irritatie in de hartspier. In: Onderzoekingen gedaan in het Physiologisch Laboratorium der Utrechtsche Hoogeschool. 1875, 3. Serie, Teil 3, S. 79–98; In: Archives néerlandaises des sciences exactes et naturelles. 1876, 11. Jg., S. 51–69, deutsch: Ueber die Leitung der Erregung im Herzmuskel. In: Archiv für die gesammte Physiologie des Menschen und der Thiere. 1875, 11. Jg., S. 465–480
- De electro-motorische verschijnselen der spierzelftstandingheid van het hart. In: Onderzoekingen gedaan in het Physiologisch Laboratorium der Utrechtsche Hoogeschool. 1875, 3. Serie, Teil 3, S. 101–117
- Contractiliteit en dubbelbrekend vermogen. In: Onderzoekingen gedaan in het Physiologisch Laboratorium der Utrechtsche Hoogeschool. 1875, 3. Jg., S. 1–44, deutsch: Contractilität und Doppelbrechung. In: Archiv für die gesammte Physiologie des Menschen und der Thiere. 1875, 11. Jg., S. 432–464; In: Quarterly Journal of Microscopical Science. 1877, 17. Jg., S. 36–42
- Over ontwikkeling en voortplanting van Infusoria. In: Aanteekening van het Verhandelde in de Sectie-Vergaderingen, Sectie voor Natuur- en Geneeskunde, van het Provinciaal Utrechtsch Genootschap van Kunsten en Wetenschappen. 1875, S. 6–26; In: Onderzoekingen gedaan in het Physiologisch Laboratorium der Utrechtsche Hoogeschool. 1875, 3. Serie, Teil 3, S. 99–186; In: Archives de zoologie expérimentale et générale. 1876, 5. Jg., S. 33–38; In: Morphologisches Jahrbuch. 1876, 1. Jg., S. 573–635, deutsch: Ueber die Entwicklung und Fortpflanzung von Infusorien. In: Morphologisches Jahrbuch. 1875, 1. Jg., S. 573–635
- Ueber Degeneration von Nervenfasern: Ein Beitrag zur Cellularphysiologie. In: Archiv für die gesammte Physiologie des Menschen und der Thiere. 1876, 13. Jg., S. 474–490; In: Onderzoekingen gedaan in het Physiologisch Laboratorium der Utrechtsche Hoogeschool. 1877, 3. Serie, Teil 4, S. 181–204
- Vergleichende Untersuchungen zur Lehre von der Muskel- und Nervenelectricität. In: Archiv für die gesammte Physiologie des Menschen und der Thiere. 1877, 15. Jg., S. 116–148; In: Onderzoekingen gedaan in het Physiologisch Laboratorium der Utrechtsche Hoogeschool. 1877, Serie 3, Teil 4, S. 281–324; In: Archives néerlandaises des sciences exactes et naturelles. 1878, 13. Jg., S. 305–343
- Flimmeruhr und Flimmermühle: Zwei Apparate zum Registriren der Flimmerbewegung. In: Archiv für die gesammte Physiologie des Menschen und der Thiere. 1877, 15. Jg., S. 493–510; In: Onderzoekingen gedaan in het Physiologisch Laboratorium der Utrechtsche Hoogeschool. 1880, 3. Serie, Teil 5, S. 44–68
- Ueber den Einfluss des Blutes und der Nerven auf das elektromotorische Verhalten künstlicher Muskelquerschnitte. In: Archiv für die gesammte Physiologie des Menschen und der Thiere. 1877, 15. Jg., S. 328–334; In: Archives néerlandaises des sciences exactes et naturelles. 1878, 13. Jg., S. 428–436; In: Onderzoekingen gedaan in het Physiologisch Laboratorium der Utrechtsche Hoogeschool. 1880, 3. Serie, Teil 5, S. 13–22
- Zur Theorie der contractilen Vacuolen der Infusionsthiere. In: Zoologischer Anzeiger. 1878, 11. Jg., S. 121–122
- Zur Theorie des Peristaltik. In: Archiv für Mikroskopische Anatomie. 1878, 15. Jg., S. 255–258
- Ueber Gasentwicklung im Protoplasma lebender Protozoen. In: Zoologischer Anzeiger. 1878, 1. Jg., S. 152–153; In: Onderzoekingen gedaan in het Physiologisch Laboratorium der Utrechtsche Hoogeschool. 1880, 3. Serie, Teil 5, S. 125–127
- Neue Untersuchungen über die mikroskopischen Vorgänge bei der Muskelcontraktion. In: Archiv für die gesammte Physiologie des Menschen und der Thiere. 1878, 18. Jg., S. 1–25; französisch: Nouvelles recherches sur les phénomènes microscopiques de la contraction musculaire. In: Archives néerlandaises des sciences exactes et naturelles. 1878, 13. Jg., S. 437–465
- Ueber das electrische Verhalten des thätigen Herzens. In: Archiv für die gesammte Physiologie des Menschen und der Thiere. 1878, 17. Jg., S. 68–99; In: Onderzoekingen gedaan in het Physiologisch Laboratorium der Utrechtsche Hoogeschool. 1880, 3. Serie, Teil 5, S. 73–114; In: Archives néerlandaises des sciences exactes et naturelles. 1880, 15. Jg., S. 1–38
- Erster Theil: Flimmer- und Protoplasmabewegung. In: Ludimar Hermann: Handbuch der Physiologie der Bewegungsapparate. F. C. W. Vogel, Leipzig, 1879, Band 1, S. 341–408 (Online)
- Ueber die Bewegungen der Oscillarien und Diatomeen. In: Botanische Zeitung. 1879, 37. Jg., S. 49–56; In: Archiv für die gesammte Physiologie des Menschen und der Thiere. 1879, 19. Jg.; S. 7–14; In: Onderzoekingen gedaan in het Physiologisch Laboratorium der Utrechtsche Hoogeschool. 1880, 3. Serie, Teil 5, S. 190–199
- Ueber Reizung contraktilen Protoplasmas durch plötzliche Beleuchtung. In: Archiv für die gesammte Physiologie des Menschen und der Thiere. 1879, 19. Jg., S. 1–7
- Ueber die Discontinuität des Axencylinders und den fibrilären Bau der Nervenfasern. In: Onderzoekingen gedaan in het Physiologisch Laboratorium der Utrechtsche Hoogeschool. 1880, 3. Serie, Teil 5, S. 200–239
- Zur Anatomie und Physiologie der Spinndrüsen der Seidenraupe: Nach Untersuchungen von Th. W. Engelmann und van Lidth de Jeude. In: Onderzoekingen gedaan in het Physiologisch Laboratorium der Utrechtsche Hoogeschool. 1880, 3. Serie, Teil 5, S. 115–119
- Zur Anatomie und Physiologie der Flimmerzellen. In: Archiv für die gesammte Physiologie des Menschen und der Thiere. 1880, 23. Jg., S. 505–535
- Ueber Trembleys Umkehrungsversuch an Hydra. In: Onderzoekingen gedaan in het Physiologisch Laboratorium der Utrechtsche Hoogeschool. 1880, 3. Serie, Teil 5, S. 120–122
- Zur Physiologie der contractilen Vacuolen der Infusionsthiere. In: Onderzoekingen gedaan in het Physiologisch Laboratorium der Utrechtsche Hoogeschool. 1880, 3. Serie, Teil 5, S. 123–124
- Ueber die Discontinuität des Axencylinders und den fibrilären Bau der Nervenfasern. In: Archiv für die gesammte Physiologie des Menschen und der Thiere. 1880, 22. Jg., S. 1–30
- Neue Untersuchungen über die mikroskopischen Vorgänge bei der Muskelcontraction. In: Onderzoekingen gedaan in het Physiologisch Laboratorium der Utrechtsche Hoogeschool. 1880, 3. Serie, Teil 5, S. 128–160
- Mikrometrische Untersuchungen an contrahirten Muskelfasern. In: Archiv für die gesammte Physiologie des Menschen und der Thiere. 1880, 23. Jg., S. 571–590; In: Archives néerlandaises des sciences exactes et naturelles. 1881, 16. Jg., S. 279–302; In: Onderzoekingen gedaan in het Physiologisch Laboratorium der Utrechtsche Hoogeschool. 1881, Serie 3, Teil 6, S. 43–67
- Ueber Reizung contraktilen Protoplasmas durch plötzliche Beleuchtung. In: Onderzoekingen gedaan in het Physiologisch Laboratorium der Utrechtsche Hoogeschool. 1880, 3. Serie, Teil 5, S. 181–189
- Zur Biologie der Schizomyceten. In: Archiv für die gesammte Physiologie des Menschen und der Thiere. 1881, 26. Jg., S. 537–545
- Neue Methode zur Untersuchung der Sauerstoffausscheidung pflanzlicher und thierischer Organismen. In: Archiv für die gesammte Physiologie des Menschen und der Thiere. 1881, 25. Jg., S. 285–292; In: Onderzoekingen gedaan in het Physiologisch Laboratorium der Utrechtsche Hoogeschool. 1881, Serie 2, Teil 6, S. 315–324; In: Botanische Zeitung. 1881, 39. Jg., S. 441–448
- Ueber Drüsennerven: Bericht über einige in Gemeinschaft mit Th. W. van Lidth de Jeude angestellten Untersuchungen. In: Onderzoekingen gedaan in het Physiologisch Laboratorium der Utrechtsche Hoogeschool. 1881, 3. Serie, Teil 6, S. 68–78, In: Archiv für die gesammte Physiologie des Menschen und der Thiere. 1881, 24. Jg., S. 177–184
- Bemerkungen zu einem Aufsatz von F. Merkel: "Ueber die Contraktion der gestreiften Muskelfaser." In: Archiv für die gesammte Physiologie des Menschen und der Thiere. 1881, 26. Jg., S. 501–515
- Ueber den faserigen Bau der contractilen Substanzen, mit besonderer Berücksichtigung der glatten und doppelt schrägestreiften Muskelfasern. In: Archiv für die gesammte Physiologie des Menschen und der Thiere. 1881, 25. Jg., S. 538–565; In: Onderzoekingen gedaan in het Physiologisch Laboratorium der Utrechtsche Hoogeschool. 1881, 3. Serie, Teil 6, S. 325–361
- Ueber den Bau der quergestreiften Substanz an den Enden der Muskelfasern. In: Archiv für die gesammte Physiologie des Menschen und der Thiere. 1881, 26. Jg., S. 531–536; In: Onderzoekingen gedaan in het Physiologisch Laboratorium der Utrechtsche Hoogeschool. 1882, Serie 3, Teil 7, S. 141–148
- Zur Anatomie und Physiologie der Flimmerzellen. In: Onderzoekingen gedaan in het Physiologisch Laboratorium der Utrechtsche Hoogeschool. 1881, 3. Serie, Teil 6, S. 1–12
- Ueber den Einfluss örtlicher Verletzungen auf die electrische Reizbarkeit der Muskeln: Nach Versuchen von J. W. van Loon van Iterson. In: Archiv für die gesammte Physiologie des Menschen und der Thiere. 1881, 26. Jg., S. 97–136
- Over een nieuw, voor licht gevoelig, Bacterium, [B. photometricum]. In: Processen-Verbaal van de gewone Vergaderingen der Koninklijke Akademie van Wetenschappen: Afdeeling Natuurkunde. 1881–82, no. 9, Seite 4–6
- Zur Biologie der Schizomyceten. In: Botanische Zeitung. 1882, 40. Jg., S. 321–325, 337–341
- Ueber Sauerstoffausscheidung von Pflanzenzellen im Mikrospectrum. In: Botanische Zeitung. 1882, 40. Jg., S. 419–426; In: Onderzoekingen gedaan in het Physiologisch Laboratorium der Utrechtsche Hoogeschool. 1882, Serie 3, Teil 7, S. 191–199; In: Archiv für die gesammte Physiologie des Menschen und der Thiere. 1882, 27. Jg., S. 485–490
- Ueber Assimilation von Haematococcus. In: Onderzoekingen gedaan in het Physiologisch Laboratorium der Utrechtsche Hoogeschool. 1882, 3. Serie, Teil 7, S. 200–208
- Over licht- en kleurperceptie bij de laangste organismen. In: Onderzoekingen gedaan in het Physiologisch Laboratorium der Utrechtsche Hoogeschool. 1882, 3. Serie, Teil 7, S. 234–251; In: Aanteekening van het Verhandelde in de Sectie-Vergaderingen, Sectie voor Natuur- en Geneeskunde, van het Provinciaal Utrechtsch Genootschap van Kunsten en Wetenschappen. 1882, S. 1–10
- Vampyrella helioproteus, een nieuw moneer. In: Processen-Verbaal van de gewone Vergaderingen der Koninklijke Akademie van Wetenschappen: Afdeeling Natuurkunde. 1882–83, no. 5. S. 3–4
- Het verband tusschen lichtabsorptie en assimilatie in plantencellen. In: Aanteekening van het Verhandelde in de Sectie-Vergaderingen, Sectie voor Natuur- en Geneeskunde, van het Provinciaal Utrechtsch Genootschap van Kunsten en Wetenschappen. 1882, S. 19–37; In: Onderzoekingen gedaan in het Physiologisch Laboratorium der Utrechtsche Hoogeschool. 1882, 3. Serie, Teil 7, S. 209–233
- Der Bulbus aortae des Froschherzens: Physiologisch untersucht in Gemeinschaft mit J. Hartog und J. J. Verhoeff. In: Archiv für die gesammte Physiologie des Menschen und der Thiere. 1882, 29. Jg., S. 425–468
- Over de zamenstelling van zonlicht, gaslicht en het licht van Edison's lamp, vergelijkend onderzocht met behulp der bacteriën-methode. In: Processen-Verbaal van de gewone Vergaderingen der Koninklijke Akademie van Wetenschappen: Afdeeling Natuurkunde. 1882–83, no. 5, S. 4–5; In: Botanisches Centralblatt. 1883, 13. Jg., S. 214–215
- Zur Biologie der Schizomyceten. In: Onderzoekingen gedaan in het Physiologisch Laboratorium der Utrechtsche Hoogeschool. 1882, Serie 3, Teil 7, S. 110–121
- Farbe und Assimilation. In: Onderzoekingen gedaan in het Physiologisch Laboratorium der Utrechtsche Hoogeschool. 1882, 3. Serie, Teil 7, S. 209–233
- Ueber Assimilation von Haematococcus. In: Botanische Zeitung. 1882, 40. Jg., S. 363–369
- Over licht- en kleurperceptie bij de laangste organismen. In: Archives néerlandaises des sciences exactes et naturelles. 1882, 17. Jg., S. 417–431; deutsch: Über Licht- und Farbenperception niederster Organismen. In: Archiv für die gesammte Physiologie des Menschen und der Thiere. 1882, 29. Jg., S. 387–400
- Bacterium photometricum: Ein Beitrag zur vergleichenden Physiologie des Licht- und Farbsinnes. In: Onderzoekingen gedaan in het Physiologisch Laboratorium der Utrechtsche Hoogeschool. 1882, 3. Serie, Teil 7, S. 252–290; In: Archiv für die gesammte Physiologie des Menschen und der Thiere. 1883, 30. Jg., S. 95–124
- Bemerkungen zu einem Aufsatz von F. Merkel: "Ueber die Contraktion der gestreiften Muskelfaser." In: Onderzoekingen gedaan in het Physiologisch Laboratorium der Utrechtsche Hoogeschool. 1882, 3. Serie, Teil 7, S. 122–140
- Prüfung der Diathermanität einiger Medien mittelst Bacterium photometricum. In: Onderzoekingen gedaan in het Physiologisch Laboratorium der Utrechtsche Hoogeschool. 1882, Serie 3, Teil 7, S. 291–295;  In: Archiv für die gesammte Physiologie des Menschen und der Thiere. 1883, 30. Jg., S. 125–128
- Toestel tot kwantitatieve mikro-spectraal-analyse. In: Processen-Verbaal van de gewone Vergaderingen der Koninklijke Akademie van Wetenschappen: Afdeeling Natuurkunde. 1883–84, no. 5, S. 3–6
- Ueber thierisches Chlorophyll. In: Archives néerlandaises des sciences exactes et naturelles. 1883, 18. Jg., S. 280–299; In: Onderzoekingen gedaan in het Physiologisch Laboratorium der Utrechtsche Hoogeschool. 1883, 3. Serie, Teil 8, S. 147–169; In: Archiv für die gesammte Physiologie des Menschen und der Thiere. 1883, 32. Jg., S. 80–96
- Vampyrella helioproteus, een nieuw moneer. In: Botanisches Centralblatt. 1883, 13. Jg. S. 214
- Het verband tusschen lichtabsorptie en assimilatie in plantencellen. In: Archives néerlandaises des sciences exactes et naturelles. 1883, 18. Jg., S. 29–56; In: Annales des Sciences Naturelles: Botanique. 1883, 15. Jg., S. 357–381; In: Botanische Zeitung. 1883, 41. Jg., S. 1–13, 17–29; deutsch: Untersuchungen über die quantitativen Beziehungen zwischen Absorption des Lichtes und Assimilation in Pflanzenzellen. In: Botanische Zeitung. 1884, no. 6, S. 209–233; französisch: Recherches sur les relations quantitatives entre l'absorption de la lumière et l'assimilation dans les cellules végétales. In: Botanische Zeitung. 1884, 42. Jg., S. 81–93, 97–105;  In: Onderzoekingen gedaan in het Physiologisch Laboratorium der Utrechtsche Hoogeschool. 1884, 9. Jg., S. 1–25; In: Archives néerlandaises des sciences exactes et naturelles. 1884, 19. Jg., S. 186–206
- Nieuwe uitkomsten betreffende de bewegingen van kegels en pigment in de retina onder den invloed van het licht. In: Onderzoekingen gedaan in het Physiologisch Laboratorium der Utrechtsche Hoogeschool. 1884, 3. Serie, Teil 9, S. 145–150; In: Verslagen der Zittingen van de Wis- en Natuurkundige Afdeeling der Koninklijke Akademie van Wetenschappen. 1885, 1. Jg., S. 185–189 (mit A. G. H. van Genderen Stort); deutsch: Über Bewegungen der Zapfen und Pigmentzellen der Netzhaut unter dem Einfluss des Lichtes und des Nervensystems. In: Congrès Périodique International des Sciences Médicales. 1884, S. 40–47; In: Archiv für die gesammte Physiologie des Menschen und der Thiere. 1885, 35. Jg., S. 498–508
- Zur Technik und Kritik der Bakterienmethode. In: Botanische Zeitung. 1886, 44. Jg., S. 43–51, 64–69; In: Archiv für die gesammte Physiologie des Menschen und der Thiere. 1886, 38. Jg., S. 386–400;  In: Archives néerlandaises des sciences exactes et naturelles. 1887, 21. Jg., S. 1–18; In: Onderzoekingen gedaan in het Physiologisch Laboratorium der Utrechtsche Hoogeschool. 1887, 3. Serie, Teil 10, S. 87–106
- Note sur l'assimilation chlorophyllienne. In: Bulletins des Séances de la Société Belge de Microscopie. 1886, 13. Jg., S. 127–133; In: Onderzoekingen gedaan in het Physiologisch Laboratorium der Utrechtsche Hoogeschool. 1887, 3. Serie, Teil 10, S. 283–289
- Zur Abwehr: Gegen N. Pringsheim und C. Timiriazeff, Zur Beurtheilung der Bakterienmethode in ihrer Brauchbarkeit zur quantitativen Bestimmung der Sauerstoffabgabe im Spektrum. In: Botanische Zeitung. 1887, 45. Jg., S. 100–110
- Die Farben bunter Laubblätter und ihre Bedeutung für die Zerlegung der Kohlensäure im Lichte. In: Onderzoekingen gedaan in het Physiologisch Laboratorium der Utrechtsche Hoogeschool. 1887, 10. Jg., S. 107–168; In: Botanische Zeitung. 1887, 45. Jg. S. 393–398, 409–419, 425–436, 441–450, 457-469; In: Archives néerlandaises des sciences exactes et naturelles. 1888, 22. Jg., S. 1–57
- Die Widerstandschraube: Ein neues Rheostat. In: Zeitschrift für Instrumentenkunde. 1887, 7. Jg., S. 333–339; In: Onderzoekingen gedaan in het Physiologisch Laboratorium der Utrechtsche Hoogeschool. 1887, 3. Serie, Teil 10, S. 169–182 (Online); In: Archives néerlandaises des sciences exactes et naturelles. 1888, 22. Jg., S. 145–157
- Ueber die Function der Otholithen. In: Zoologischer Anzeiger. 1887, 10. Jg., S. 439–444
- De polyrheonom. In: Centralblatt für Physiologie. 1888, 1. Jg., S. 517–518; In: Verslagen en Mededeelingen der Koninklijke Akademie van Wetenschapen, Afdeeling Natuurkunde. 1888, 4. Jg., S. 444–445; In: Onderzoekingen gedaan in het Physiologisch Laboratorium der Utrechtsche Hoogeschool. 1889, 3. Serie, Teil 11, S. 50–57
- Ueber Blutfarbstoff als Mittel, um den Gaswechsel von Pflanzen im Licht und Dunkel zu unterscheiden. In: Archiv für die gesammte Physiologie des Menschen und der Thiere. 1888, 42. Jg., S. 186–188; niederländisch: Bacteriopurpurine en hare physiologische beteckenis: Over bloedkleurstof als middel om de gaswisseling van planten in het licht en het duister na te gaan. In: Verslagen en Mededeelingen der Koninklijke Akademie van Wetenschapen, Afdeeling Natuurkunde. 1888, 4. Jg., S. 438–444; In: Onderzoekingen gedaan in het Physiologisch Laboratorium der Utrechtsche Hoogeschool. 1889, 3. Serie, Teil 11, S. 118–121
- Das Microspectrometer. In: Zeitschrift für wissenschaftliche Mikroskopie und für mikroskopische Technik. 1888, 5. Jg., S. 289–296; In: Onderzoekingen gedaan in het Physiologisch Laboratorium der Utrechtsche Hoogeschool. 1889, 3. Serie, Teil 11, S. 39–49;  In: Archives néerlandaises des sciences exactes et naturelles. 1889, 23. Jg., S. 89–92
- Ueber Bacteriopurpurin und seine physiologische Bedeutung. In: Archiv für die gesammte Physiologie des Menschen und der Thiere. 1888, 42. Jg., S. 183–185
- Die Purpurbacterien und ihre Beziehungen zum Licht. In: Botanische Zeitung. 1888, 46. Jg., S. 661–669, 677–689, 693–701, 709–720; In: Onderzoekingen gedaan in het Physiologisch Laboratorium der Utrechtsche Hoogeschool. 1889, 3. Serie, Teil 11, S. 68–117; In: Archives néerlandaises des sciences exactes et naturelles. 1889, 23. Jg., S. 151–198
- Franciscus Cornelis Donders †. In: Onderzoekingen gedaan in het Physiologisch Laboratorium der Utrechtsche Hoogeschool. 1889, 4. Serie, Teil 1, S. 1–6
- Über electrische Vorgänge im Auge bei reflectorischer directer Erregung des Nervus opticus: Nach Versuchen von G. Gryns. In: Arthur P. König: Beiträge zur Psychologie und Physiologie der Sinnesorgane: Festschrift zum 70. Geburtstag H. v. Helmholtz. Voss, Hamburg & Leipzig, 1891, S. 195–216
- Über den Ursprung der Muskelkraft. Engelmann, Leipzig, 1892, 1893; In: Onderzoekingen gedaan in het Physiologisch Laboratorium der Utrechtsche Hoogeschool. 1893, 4. Serie, Teil 2, S. 211–277; In: Archives néerlandaises des sciences exactes et naturelles. 1894, 27. Jg., S. 65–148
- Vorschläge zu einer Terminologie der Herzthätigkeit. In: Zeitschrift für wissenschaftliche Zoologie. Supplement. 1892, 53. Jg. 207-216
- Over centrifugale functies van de gezichtszenuw. In: Verslagen en Mededeelingen der Koninklijke Akademie van Wetenschapen, Afdeeling Natuurkunde. 1892, 9. Jg., S. 118–120
- Das Princip der gemeinschaftlichen Strecke. In: Archiv für die gesammte Physiologie des Menschen und der Thiere. 1892, 52. Jg., S. 592–602; In: Onderzoekingen gedaan in het Physiologisch Laboratorium der Utrechtsche Hoogeschool. 1893, 4. Serie, Teil 2, S. 148–163; In: Archives néerlandaises des sciences exactes et naturelles. 1893, 26. Jg., S. 423–435
- Beobachtungen und Versuche am suspendirten Herzen. In: Archiv für die gesammte Physiologie des Menschen und der Thiere. 1892, 52. Jg., S. 357–392, ebenda 1894, 56. Jg., S. 149–202, ebenda 1895, 59. Jg., S. 309–349; In: Onderzoekingen gedaan in het Physiologisch Laboratorium der Utrechtsche Hoogeschool. 1893, 4. Serie, Teil 2, S. 75–124, ebenda 1895, 4. Serie, Teil 3, S. 101–172, 368–423; In: Archives néerlandaises des sciences exactes et naturelles. 1893, 26. Jg., S. 259–304, ebenda 1895, 28. Jg., S. 245–311, ebenda 1896, 29. Jg., S. 295–345
- Das rhythmische Polyrheotom. In: Archiv für die gesammte Physiologie des Menschen und der Thiere. 1892, 52. Jg., S. 603–622; In: Archives néerlandaises des sciences exactes et naturelles. 1893, 26. Jg., S. 436–458; In: Onderzoekingen gedaan in het Physiologisch Laboratorium der Utrechtsche Hoogeschool. 1893, 4. Serie, Teil 2, S. 164–191
- Notiz zu A. Fick's Bemerkungen zu meiner Abhandlung über den Ursprung der Muskelkraft. In: Archiv für die gesammte Physiologie des Menschen und der Thiere. 1893, 54. Jg., S. 108
- Over den invloed van centrale en reflectorische prikkeling der gesichtszenuw op de beweging der kegels in het netvlies. In: Annales d'Oculistique. 1893, 109. Jg., S. 62–63; In: Verslagen der Zittingen van de Wis- en Natuurkundige Afdeeling der Koninklijke Akademie van Wetenschappen. 1893, S. 46–48
- Ueber einige gegen meine Ansicht vom Ursprung der Muskelkraft erhobene Bedenken. In: Archiv für die gesammte Physiologie des Menschen und der Thiere. 1893, 54. Jg., S. 637–640
- Over de theorie der spierbeweging. In: Verslagen der Zittingen van de Wis- en Natuurkundige Afdeeling der Koninklijke Akademie van Wetenschappen. 1893, S. 49–53
- Die Erscheinungsweise der Sauerstoffausscheidung chromophyllhaltiger Zellen im Licht bei Anwendung der Bacterienmethode. In: Verhandelingen der Koninklijke Akademie der Wetenschapen. 1894, 3. Jg. S. 10; In: Archiv für die gesammte Physiologie des Menschen und der Thiere. 1894, 57. Jg., S. 375–386
- Gedächtnissrede auf Hermann von Helmholtz, gehalten am 28. September 1894 in der Aula der Universität Utrecht. Engelmann, Leipzig 1894
- Die Blätterschicht der electrischen Organe von Raja in ihren genetischen Beziehungen zur quergestreiften Muskelsubstanz. In: Archiv für die gesammte Physiologie des Menschen und der Thiere. 1894, 57. Jg., S. 149–180;  In: Onderzoekingen gedaan in het Physiologisch Laboratorium der Utrechtsche Hoogeschool. 1895, 4. Serie, Teil 3, S. 307–350
- Het panto-kymographion en eenige daarmede verrichte proeven betreffende de snalheid van geleiding in sensibele en motorische zenuwen. In: Verslagen der Zittingen van de Wis- en Natuurkundige Afdeeling der Koninklijke Akademie van Wetenschappen. 1895, 3. Jg., S. 130–133
- Ueber reciproke und irreciproke Reizleitung mit besonderer Beziehung auf das Herz. In: Archiv für die gesammte Physiologie des Menschen und der Thiere. 1895, 61. Jg., S. 275–284; In: Verslagen der Zittingen van de Wis- en Natuurkundige Afdeeling der Koninklijke Akademie van Wetenschappen. 1896, 4. Jg., S. 18–20; In: Archiv für die gesammte Physiologie des Menschen und der Thiere. 1896, 62. Jg., S. 400–414; In: Onderzoekingen gedaan in het Physiologisch Laboratorium der Utrechtsche Hoogeschool. 1896, 4. Serie, Teil 4, S. 41–53, 54–73; In: Archives néerlandaises des sciences exactes et naturelles. 1897, 30. Jg., S. 154–164, 165–183
- Die Erscheinungsweise der Sauerstoffausscheidung chromophyllhaltiger Zellen im Licht bei Anwendung der Bacterienmethode. In: Onderzoekingen gedaan in het Physiologisch Laboratorium der Utrechtsche Hoogeschool. 1895, 4. Serie, Teil 3, S. 351–367
- Das Pantokymographion. In: Archiv für die gesammte Physiologie des Menschen und der Thiere. 1895, 60. Jg., S. 28–42
- Over een middel om extrapolaire prikkeling van spieren en zenuwen onmogelyk te maken. In: Onderzoekingen gedaan in het Physiologisch Laboratorium der Utrechtsche Hoogeschool. 1896, 4. Serie, Teil 4, S. 107–109; In: Verslagen der Zittingen van de Wis- en Natuurkundige Afdeeling der Koninklijke Akademie van Wetenschappen. 1896, 4. Jg., S. 174–176
- Ueber den Ursprung der Herzbewegungen und die physiologischen Eigenschaften der grossen Herznerven des Frosches. In: Onderzoekingen gedaan in het Physiologisch Laboratorium der Utrechtsche Hoogeschool. 1896, 4. Serie, Teil 4, S. 189–335; In: Archiv für die gesammte Physiologie des Menschen und der Thiere. 1897, 65. Jg., S. 109–214; niederländisch: Over den oorsprong der hartsbeweging en de functies der hartszenuwen. In: Aanteekening van het Verhandelde in de Sectie-Vergaderingen (Sectie voor Natuur- en Geneeskunde) van het Provinciaal Utrechtsch Genootschap van Kunsten en Wetenschappen, ter gelegenheid van de algemeene Vergadering gehoulden. 1897, S. 6–8
- Ueber den Einfluss der Systole auf die motorische Leitung in der Herzkammer, mit Bemerkungen zur Theorie allorhythmischer Herzstörungen. In: Archiv für die gesammte Physiologie des Menschen und der Thiere. 1896, 62. Jg., S. 543–566, niederländisch: Over den invloed der contractie op het physiologisch geleidingsvermogen der hartkamerspier en de verklaring den verschijnselen van allorhythmie. In: Archives néerlandaises des sciences exactes et naturelles. 1897, 30. Jg., S. 185–212; In: Verslagen der Zittingen van de Wis- en Natuurkundige Afdeeling der Koninklijke Akademie van Wetenschappen. 1896, 4. Serie, Teil 4, S. 167–174; In: Onderzoekingen gedaan in het Physiologisch Laboratorium der Utrechtsche Hoogeschool. 1896, 4. Serie, Teil 4, S. 74–106
- Ueber den Einfluss der Reizstärke auf die Fortpflanzungsgeschwindigkeit der Erregung im quergestreiften Froschmuskel: Unter Mitwirkung von Dr. H. W. F. C. Woltering. In: Onderzoekingen gedaan in het Physiologisch Laboratorium der Utrechtsche Hoogeschool. 1897, 4. Serie, Teil 5, S. 110–152; In: Archiv für die gesammte Physiologie des Menschen und der Thiere. 1897, 66. Jg., S. 574–604
- Tafeln und Tabellen zur Darstellung der Ergebnisse spektroskopischer Beobachtungen. Engelmann,  Leipzig, 1897
- Ueber den myogenen Ursprung der Herzthätigkeit und über automatische Erregbarkeit als normale Eigenschaft peripherischer Nervenfasern. In: Onderzoekingen gedaan in het Physiologisch Laboratorium der Utrechtsche Hoogeschool. 1897, 4. Serie, Teil 5, S. 47–109; In: Archiv für die gesammte Physiologie des Menschen und der Thiere. 1897, 65. Jg., S. 535–578; In: Verslagen der Zittingen van de Wis- en Natuurkundige Afdeeling der Koninklijke Akademie van Wetenschappen. 1897, 5. Jg., S. 158–168
- Over de snellheid waarmede prikkles van verschillende sterkte door de spiervezelen worden voortgeplant. In: Verslagen der Zittingen van de Wis- en Natuurkundige Afdeeling der Koninklijke Akademie van Wetenschappen. 1897, 5. Jg., S. 331–335
- Onderzoekingen omtrent den oorsprong der normale hartsbeweging en de physiologische eigenschappen der groote hartsaderen. In: Archives néerlandaises des sciences exactes et naturelles. 1897, 1. Jg., S. 1898–1899
- Ueber myogene Selbstregulirung der Herzthätigkeit. In: Archives néerlandaises des sciences exactes et naturelles. 1898, 1. Jg., S. 10–21
- Antrittsrede gehalten in der Leibniz-Sitzung der k. Akademie der Wissenschaften zu Berlin am 30. Juni 1898. In: Sitzungsberichte der Königlich Preussischen Akademie der Wissenschaften. 1898, 33. Jg., S. 431–435
- Gedächtnissrede auf Emil du Bois-Reymond. Georg Reimer, Berlin, 1898; In: Abhandlungen der Königlich-Preussischen Akademie der Wissenschaften zu Berlin. 1898, 4. Jg., S. 1–24
- Bemerkungen zu J. Bernstein's Abhandlung "Zur Geschwindigkeit der Contractionsprocesse". In: Archiv für die gesammte Physiologie des Menschen und der Thiere. 1898, 69. Jg., S. 28–31
- Ueber primär-chronotrope Wirkung des Nervus vagus auf das Herz. In: Comptes rendus des séances et mémoires de la Société de Biologie. 1899, S. 86–90
- Ueber die Wirkungen der Nerven auf das Herz. Veit, 1900; In: Archiv für Physiologie. 1900, no. 3/4, S. 315–361
- Ueber ein Mikrospektralobjectiv mit Normalspectrum. In: Archiv für Physiologie Suppl.. 1900, S. 338
- Einige neuere Methoden zur Untersuchung der Herzthätigkeit (Verhandlungen der physiologischen Gesellschaft zu Berlin. Jahrgang 1899-1900. IV. Sitzung am 8. December 1899). In: Archiv für Physiologie. 1900, no. 1/2, S. 178–179
- Ueber die Messung der Leitungsgeschwindigkeit der Erregung im motorischen Nerven vermittels des Pantokymographions und einer neuen, strengen Lokalisierung und Gleichförmigkeit der elektrischen Erregung gewährleistenden Reizvorrichtung für Nerven. In: Archiv für Physiologie Suppl.. 1900, S. 330 ff
- Graphische Untersuchungen über die Fortpflanzungsgeschwindigkeit der Nervenerregung. In: Archiv für Physiologie. 1901, no. 1/2, S. 1–30
- Ueber die Verwendung von Gittern statt Prismen bei Microspectralapparaten, 26.06.1902. In: Sitzungsberichte der Preussischen Akademie der Wissenschaften zu Berlin: Mathematisch-Physikalische Klasse. 1902, S. 705
- Die Unabhängigkeit der inotropen Nervenwirkungen von der Leitungsfähigkeit des Herzens für motorische Reize. In: Archiv für Physiologie. 1902, no. 1/2, S. 103–134
- Ueber experimentelle Erzeugung zweckmässiger Änderungen der Färbung pflanzlicher Chromophylle durch farbiges Licht: Bericht über Versuche von N. Gaidukow. In: Archiv für Physiologie Suppl.. 1902, S. 333–335
- Ueber die Vererbung künstlich erzeugter Farbänderungen von Oscillatorien: Nach Versuchen von N. Gaidukow 07.11.1902. In: Sitzungsberichte der physiologischen Gesellschaft zu Berlin. 1902
- Über die bathmotropen Wirkungen der Herznerven. In: Archiv für Physiologie Suppl. 1902, S. 1–26
- Weitere Beiträge zur näheren Kenntniss der inotropen Wirkungen der Herznerven. In: Archiv für Physiologie. 1902, no. 5/6, S. 443–471
- Ueber die physiologischen Grundvermögen der Herzmuskelsubstanz und die Existenz bathmotroper Herznerven. In: Archiv für Physiologie. 1903, S. 109–112
- Der Versuch von Stannius, seine Folgen und seine Bedeutung. In: Archiv für Physiologie. 1903, S. 505–521
- Ueber die Vererbung künstlich erzeugter Farbänderungen von Oscillatorien: Nach Versuchen von N. Gaidukow, 07.11.1902. In: Archiv für Physiologie. 1903, S. 214–216
- Ueber den Stanniusschen Versuch, 23.07.1903. In: Sitzungsberichte der Königlich Preussischen Akademie der Wissenschaften. 1903
- Ueber die physiologischen Grundvermögen der Herzmuskelsubstanz und die Existenz bathmotroper Herznerven: Eine Entgegnung an Hrn. E. Hering. In: Archiv für Physiologie. 1903, no. 1/2, S. 109–112
- Das Herz und seine Tätigkeit im Lichte neuerer Forschung. Engelmann, Leipzig, 1904
- Ueber die Erschlaffung der Herzmuskulatur, 14.07.1904. In: Sitzungsberichte der Königlich Preussischen Akademie der Wissenschaften. 1904, S. 1037
- Zur Theorie der Contractilität. Walter De Gruyter, Berlin, 1906; In: Sitzungsberichte der Königlich Preussischen Akademie der Wissenschaften. 1906, S. 697–724: In: Archiv für Physiologie. 1907, no. 1/2, S. 25–55